# Isabel Echarri
 (mars 2016).
Si vous disposez d'ouvrages ou d'articles de référence ou si vous connaissez des sites web de qualité traitant du thème abordé ici, merci de compléter l'article en donnant les références utiles à sa vérifiabilité et en les liant à la section « Notes et références ».

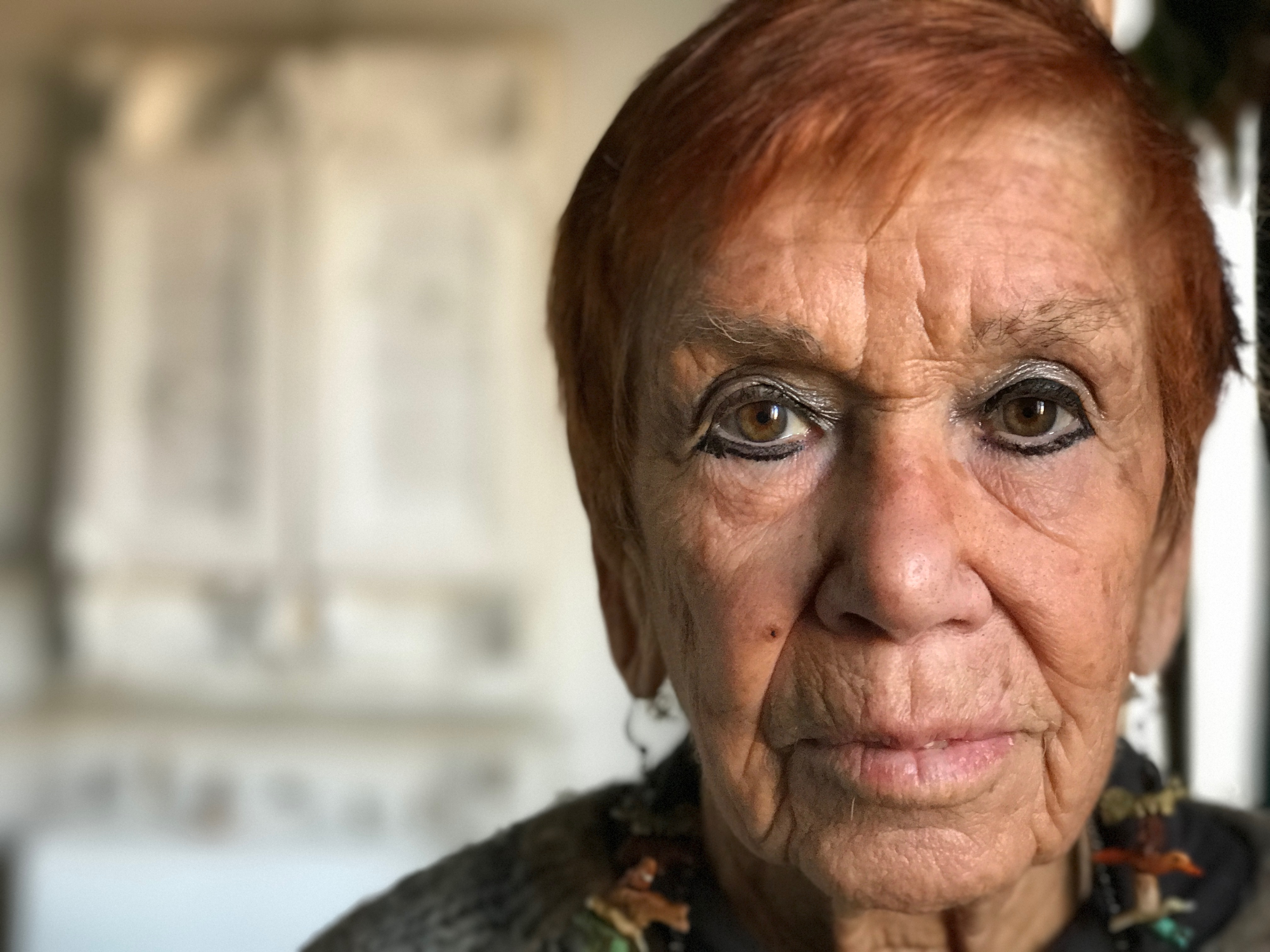
Isabel Echarri devant l'œuvre Jeux de Mains

Isabel Echarri, née le 10 février 1929 à Bera - décédée le 22 juin 2022 à Formentera, est une artiste basque contemporaine franco-espagnole. Elle est principalement sculptrice, le papier est son médium de prédilection.

## Biographie
Isabel Echarri est formée à partir de 1954 à l'École nationale supérieure des beaux-arts de Paris (ENSBA).
Son passage par les ateliers de Jean Souverbie et d’Édouard Goerg détermine son parcours de sculptrice et de scénographe.
Sculptrice : auprès d'Édouard Goerg elle apprend la gravure (1956-1957), la tapisserie et la sculpture, travaillant aussi le métal et les plastiques. Elle choisit le papier et le blanc en 1962. Son médium de prédilection prend du relief, tantôt empreinte ou papier sculpté.
Scénographe : auprès de Jean Souverbie, elle apprend l'Art Monumental. Pendant près de 40 ans elle projette son vocabulaire artistique avec son mari, Diego Etcheverry, dans la création de décors et costumes  - plus d'une centaines de productions de spectacles lyriques, créations contemporaines, théâtre ...
Le couple a fait don de l'intégralité de leur matériel scénique à la BnF.
Isabel Echarri vit et travaille entre ses deux ateliers à Paris et à Formentera.

## Travaux

### Sculptures
Empreintes en pâte à papier, papier sculptés, tactiles polymères ou tissages, les œuvres sont toujours en relief.
L'artiste fabrique sa pâte à papier avec l'objectif d'obtenir un blanc absolu.

### Livre-objets
Isabel Echarri crée avec des écrivains, des poètes et leurs textes des livres-objets ou « livrobjets » (selon Daniel Leuwers) de toutes formes et de toutes tailles : Fernando Arrabal, Federico García Lorca, Jean-Clarence Lambert, Pablo Neruda, Jorge Semprun, Miguel de Unamuno,,…

### Scénographie
Un double E, dos à dos, signe les créations de décors et de costumes d'Isabel Echarri et de Diego Etcheverry, son mari.
Pendant près de quarante ans, ils créent décors et costumes pour plus d'une centaine de productions ; d'opéras du répertoire classique (Mozart, Verdi, Wagner, Puccini, Offenbach, Bizet ...) et contemporain Sire Halewynde Semenoff, Temboctou de François-Bernard Mâche ou Syllabaire pour Phèdre de Maurice Ohana).
À la suite du don de plus de 1 300 maquettes de décors et dessins de costumes, la BnF conserve, restaure et recense leurs créations.
Isabel Echarri et Diego Etcheverry : Décors et costumes d’opéra à quatre mains présentait un aperçu de leurs créations du 8 décembre 2015 au 17 janvier 2016 dans la Galerie des donateurs.

## Expositions
Depuis 1956 et sa première exposition à la Galerie des Beaux-Arts (Paris), Isabel Echarri expose chaque année.
Son parcours de plus de 60 ans d'expositions (collective ou solo) passe par l'Allemagne, la Belgique, le Danemark, l'Espagne, la France, l'Italie, le Japon, le Portugal, le Royaume-Uni, la Suède, la Suisse, la Thaïlande, l'ex-Yougoslavie.

## Éditions
- Ophelie, tirage à 150 exemplaires, Cristal et bronze doré, Daum, 1978
- Monnaie de Paris, Éditions, 1979

## Collections et musées
- MAMC, Musée d'art moderne de Saint-Étienne,
- Musée de Baraluka, Yougoslavie
- Musée de Liège, Belgique
- Sa Nostra, Baléares, Espagne
- Museo de Arte Contemporáneo de Ibiza (MACE)
- Muséo de Madrid, Estampa
- Médiathèque d’Issy-Les-Moulineaux 2005
- Fundacion Antonio Perez-Cuenca
- Musée départemental de Beauvais, Mudo
- Demeure Ronsard
- Bale (Grisard)
- Médiathèque d’Angers
- Cabinet des estampes, Bibliothèque nationale de France
- Collection de l’État, Paris
- Collections privées